# SS British Queen
British Queen — британське пасажирське судно 19 століття. Це було найбільше пасажирське судно у світі з 1839 по 1840 роки. Це другий пароплав, який був призначений для трансатлантичного трафіку. Назване на честь королеви Вікторії. Належило компанії British and American Steam Navigation Company. British Queen повинен бути першим трансатлантичним пароплавом, якби його будівництво не затримали на 18 місяців через ліквідацію компанії, яка мала виготовити його двигун.
Будучи найбільшим кораблем у світі, British Queen була просторішою та комфортнішою за своїх сучасників. Вона ніколи не отримала блакитну стрічку, але відповідала швидкості пароплава Грейт Вестерн.
Здійснивши дев'ять рейсів туди й назад, British Queen опинився на стоянці в 1841 році, коли компанія збанкрутувала через втрату пароплава SS President з усіма пасажирами. British Queen продали бельгійському уряду для пасаржський перевезень за маршрутом Антверпен — Коуз — Нью-Йорк, яке розпочалося в 1842 році. Однак маршрут виявився збитковим, і він був зупинений після трьох рейсів туди й назад. Судно списали на металобрухт у 1844 році, коли лайнер не знайшов подальшого використання.